# Trophée Christophe Dominici
Le trophée Christophe Dominici est un trophée de rugby à XV remis au vainqueur des deux matchs annuels comptant pour le Top 14 entre le Stade français Paris rugby et le Rugby club toulonnais. 
Le trophée rend hommage à Christophe Dominici, né à Toulon et joueur au sein de ces deux clubs. 
En 2020, sa mort a donné l'idée à un groupe de supporters varois de créer un trophée éponyme.
Le vainqueur est déclaré en fonction des points cumulés lors des deux rencontres de chaque saison.

## Histoire
Christophe Dominici, natif de Toulon et ancien joueur des deux clubs du RC Toulon et du Stade français, meurt à seulement 48 ans en novembre 2020,. Le mois suivant, un groupe de supporters varois « Les fils de Besagne » propose la création d'un trophée en son hommage,. Celui-ci est créé en février 2021. Son design a été conçu par Alexis Jacquot du Studio Pirouette et sa réalisation est l'œuvre de l'artisan verrier Timothée Véron. Il reprend des éléments clés de la vie sportive de Dominici : son numéro 11, le blason du Stade français et celui du  RC Toulon.
Le trophée est remis à la suite des deux rencontres de Top 14 jouées entre les deux clubs chaque saison.
Lors de la saison 2021-2022, le RC Toulon remporte la première édition du trophée en battant le Stade français au score cumulé 62 à 31 en faveur des Varois malgré une victoire chacun.
En mars 2023, le RC Toulon remporte son deuxième trophée Christophe Dominici après avoir battu le Stade français lors des deux rencontres de la saison de Top 14. En 2025, le RCT obtient pour la quatrième fois le trophée en remportant les matchs à l'aller et au retour.

## Bilan des trophées
| Saison    | Vainqueur | Score cumulé Stade français Paris-RC Toulon |
| --------- | --------- | ------------------------------------------- |
| 2021-2022 | RC Toulon | 62-31                                       |
| 2022-2023 | RC Toulon | 54-21                                       |
| 2023-2024 | RC Toulon | 39-28                                       |
| 2024-2025 | RC Toulon | 38-16                                       |

| Club                 | Trophées remportés | Victoires en match |
| -------------------- | ------------------ | ------------------ |
| Stade français Paris | 0                  | 2                  |
| RC Toulon            | 4                  | 6                  |

## Confrontations
| No | Date              | Lieu                    | Match                      | Score   | Compétition                     |
| -- | ----------------- | ----------------------- | -------------------------- | ------- | ------------------------------- |
| 1  | 19 septembre 2021 | Stade Mayol, Toulon     | RC Toulon – Stade français | 38 – 5  | Top 14 2021-2022 (match aller)  |
| 2  | 30 janvier 2022   | Stade Jean-Bouin, Paris | Stade français – RC Toulon | 26 – 24 | Top 14 2021-2022 (match retour) |
| 3  | 26 novembre 2022  | Stade Jean-Bouin, Paris | Stade français – RC Toulon | 12 – 17 | Top 14 2022-2023 (match aller)  |
| 4  | 4 mars 2023       | Stade Mayol, Toulon     | RC Toulon – Stade français | 37 – 9  | Top 14 2022-2023 (match retour) |
| 5  | 30 décembre 2023  | Stade Mayol, Toulon     | RC Toulon – Stade français | 19 – 5  | Top 14 2023-2024 (match aller)  |
| 6  | 8 juin 2024       | Stade Jean-Bouin, Paris | Stade français – RC Toulon | 23 – 20 | Top 14 2023-2024 (match retour) |
| 7  | 22 septembre 2024 | Stade Jean-Bouin, Paris | Stade français – RC Toulon | 10 – 14 | Top 14 2024-2025 (match aller)  |
| 8  | 22 février 2025   | Stade Mayol, Toulon     | RC Toulon – Stade français | 24 – 6  | Top 14 2024-2025 (match retour) |